# 酵素ドリンク
酵素ドリンク（こうそドリンク）とは、生の野菜や果物などに含まれた酵素を摂取する飲料、または生の食品を酵母や細菌、カビなどの微生物に含まれる酵素の働きによって発酵させた発酵ドリンクである。発酵ドリンクは、植物発酵エキス、植物発酵飲料などとも呼ばれている。
発酵ドリンクは、酵素の働きによって出来た発酵食品であり、酵素を摂取する飲料ではないが、酵素を補うために飲む人がいる。酵素ドリンクの元となる酵素栄養学と呼ばれる健康法は、「生きた」酵素を栄養の1種として考え、不足しないようにローフード（加熱しない生の野菜や果物、発酵食品から）から取り入れることを提唱している。しかし、酵素は人間の細胞内で必要な時に必要なだけつくられるため、不足する事はなく、食べもので補う必要はない。そもそも、酵素は「生き物」ではなく触媒（化学反応を促すたんぱく質）であるため、熱や胃酸で触媒の働きを失い（失活）、アミノ酸に分解されてから血中に吸収される。したがって、「生きた」酵素がそのまま血液に入り、体内で作られる酵素の代わりに働くことはない。
発酵食品が体に良いとされるのは、発酵によって元々の食品にはなかったビタミンや生理活性物質がつくられるためであり、酵素が身体に働くからではない。また、発酵に関与する微生物は多岐にわたり、食品によっても種類が異なり、共通の機能性は期待できない。プロバイオティクスの整腸作用については人での有効性が示唆されているが、その他の機能についてはまだ研究途上のものがほとんどで、科学的根拠は不充分である。発酵食品はアルコールや塩分を含むものもあり、健康増進よりもむしろ、過剰摂取に気をつけながら美味しさを楽しむものである。
発酵とは、微生物が有機物を分解して別の物質に変化させることであり、人間にとって有用なものを「発酵」、食中毒が起きる害のあるものを「腐敗」と呼んでいる。発酵食品の製造には、食品製造業者でも厳密な管理が求められ、腐敗すれば食中毒のリスクがあり、アルコールが発生すれば、酒税法に触れる可能性もある。発酵と腐敗は表裏一体であり、自家製のものは大腸菌や黄色ブドウ球菌などの食中毒を起こす菌が繁殖した、有害な「腐敗食品」になっているものもある。

## 歴史、概要
「酵素は食べ物から補う必要がある」とする説の多くは、1940年代後半にアメリカの医師エドワード・ハウエルが提唱した「酵素栄養学」が元になっており、1980年代に一般書として出版された。日本でこれが広まったのは、新谷弘実医師が2005年のベストセラー内で、「酵素を食べて補う必要がある」と書いたことが影響していると考えられる。
酵素栄養学を要約すると次のようになる
「人間の体には全ての酵素の元となる『潜在酵素（ミラクルエンザイム）』があり、消化や代謝などに使っている。体の潜在酵素には限りがあり、減ると病気になったり老化が進む。そのため、生の食物から酵素を取り入れて、潜在酵素を使わないようにする必要がある」「添加物などの合成化合物は、潜在酵素を浪費して、老化や病気のもとになるので、なるべく摂らないようにしないといけない」「酵素は加熱すると死ぬので、生で食べることが大切」。
しかし、酵素は人間の細胞内で遺伝子の塩基配列によって必要な時に必要な分が合成されるため、「生の食物から酵素を取り入れて」などと、酵素を栄養素扱いすること自体が間違っている。医学には「潜在酵素」という考え方はなく、「体の酵素の量に限りがある」というのも事実ではない。酵素は生き物ではなく触媒（化学反応を促すたんぱく質）であるため、加熱や胃の消化酵素で「失活する」（働きを失う）が「死ぬ」ことはない。酵素と似た言葉の酵母は、微生物の仲間の真菌類であり「生きている」。
「生の食べ物に含まれる酵素で消化吸収がよくなり、胃腸の負担が軽減ができる」という主張については、むしろ加熱調理をした料理の方が消化吸収が良くなり胃や腸に負担をかけない。人は、火を使って調理をすることで、食べ物の安全性と消化性を高めてきた。食べ物を生で摂取することにはアレルギーや寄生虫、病原菌によるリスクがあり、衛生面に十分に注意しなければ腐敗する。
酵素栄養学は、プチ断食のベースにもなっている。酵素栄養学では、朝食は断食して排泄の時間にあて、昼はたっぷり食べて、夜はひかえめにすることで、免疫力がアップして、ほとんどの不調が消えると主張している。
2011年の福島第一原子力発電所事故後から、クックパッドで「酵素」を含むレシピが急増し、「免疫力」「毒出し」「デトックス」「腸内洗浄」などの疑似科学的な健康法と結びついていた。
2017年までの10年間、酵素・酵母食品市場は「プチ断食」などによる健康維持や体質改善などを目的としたユーザーに支えられて成長し続けていたが、2018年は競争激化による商品淘汰やインバウンド需要の落ち着き、行政から景品表示法違反による措置命令が相次いだことなどを理由に停滞した。2018年の酵素・酵母食品市場は、前年から3%減の505億円だった。
商品名に「酵素」という用語が用いられている「いわゆる酵素食品」には、酵素ドリンクと呼ばれる液状や、水などに溶解して飲用する粉末状、サプリメントのような錠剤やカプセル状、ペースト状やゼリー状などの様々な形状が存在する。商品の広告は、薬機法違反にならないよう直接的に効能を謳っていないが、「酵素の減少と加齢に相関関係がある」ことを示し、「酵素の減少が諸症状の原因である」ことをほのめかして、消費者を誤解させている。高齢者の体内の酵素は若者より少ないが、これは加齢に伴い酵素を合成する能力が衰えるためと考えられ、酵素不足が加齢の原因なのではない。また、酵素不足が諸症状の原因であるという科学的根拠はなく、そもそも口から酵素を補給しても、細かくアミノ酸に分解され、そのまま体に吸収されるわけではない。

### 研究例
2003年に岡山県立大学が行ったIn vitro（試験管内で）の研究では、植物発酵エキスは多種多様な植物性原料由来のエキスを乳酸菌や酵母により発酵することで、長期保存が可能で、さまざまな微量栄養素を補給できる可能性が示唆された。
2018年に福岡工業大学が行ったラットの研究では、「酵素食品に含まれる食物繊維やポリフェノールなどの成分が、健康に良い影響を与える可能性」が示唆された。この論文では、「生の食材に含まれる酵素を摂取することで、消化酵素を補給できて疾病予防になるなどの非科学的な情報が散見される」「そもそも酵素はタンパク質であり、消化の際に分解されるため、生体内でそのまま酵素として作用するとは考えにくい」「『酵素栄養学』は科学的根拠に乏しいにもかかわらず、是正させていない現状は極めて重大な問題である」と指摘している。

## 作り方
酵素（発酵）ドリンクは、通常は生の野菜や果物、穀物などを酵母や細菌、カビなどの微生物に含まれる酵素の働きによって発酵させる。
手作り酵素ドリンクのレシピには、手に付いている常在菌で発酵させるものが多い。常在菌は食品の発酵とは無関係の細菌の集まりで、中には黄色ブドウ球菌のように潜在的な病原菌も含まれている。得体のしれない雑菌やカビが繁殖すると、発酵ではなく腐敗が起こる。

## リスクが指摘されたもの

### 紅茶キノコ

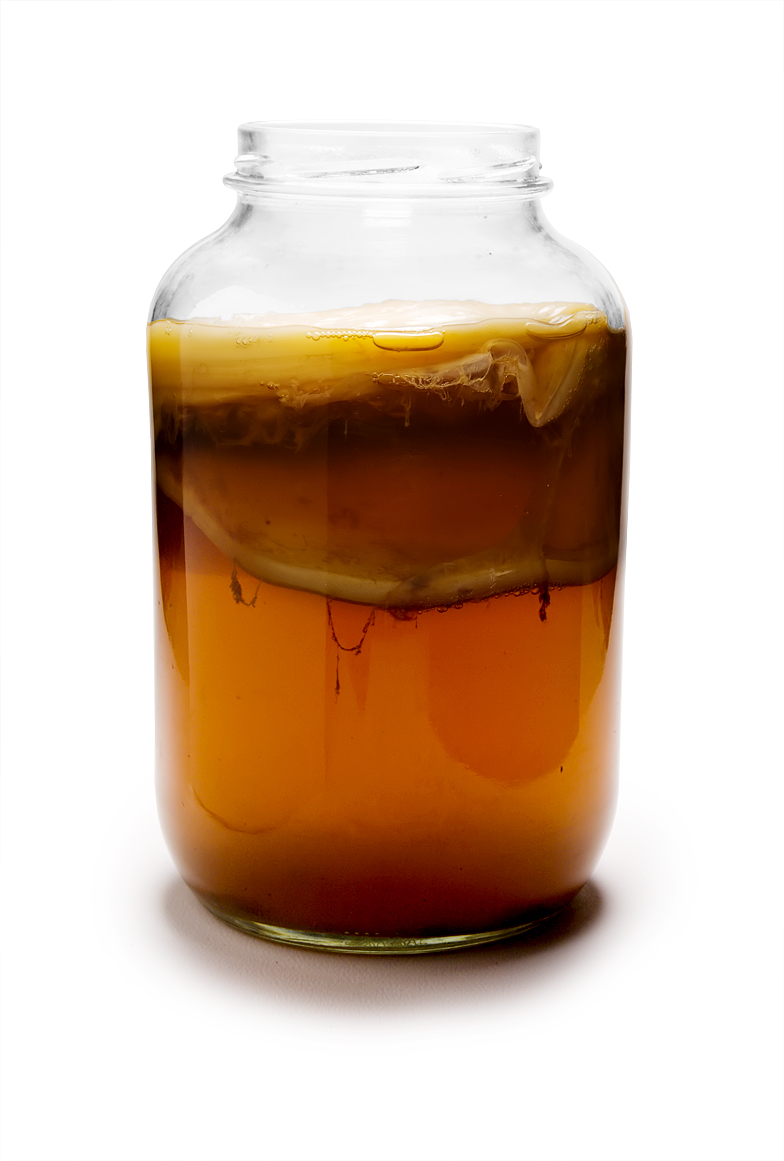
紅茶キノコ

紅茶キノコ（コンブチャ）は、砂糖を加えた紅茶に、細菌と酵母の共生発酵物（SCOBY）を加えて発酵させたものである。多くの健康効果が得られると主張されているが、これらの主張を裏付ける証拠はほとんどない。家庭で作ることが一般的なため、汚染などにより、まれに深刻な副作用が起きている。2003年のシステマティック・レビューは、「販売する人の利益にしかならない治療法」であり、使用を推奨すべきではないと結論づけた。アメリカがん協会（ACS）は「コンブチャには重篤な副作用や死亡例がある」と述べている。

### 米のとぎ汁乳酸菌
米のとぎ汁乳酸菌は、米のとぎ汁に砂糖や塩などを加えて発酵させたものであり、これを飲んだり、点眼したり、霧吹きで肺に吸い込むと、体内から放射能が排出できると主張されている。しかし、科学的根拠はなく、むしろ雑菌が繁殖して食中毒や結膜炎、肺炎になる恐れがあり、多くの医師からも警告が出されている。中には「下痢」「目やにが大量に出て目が真っ赤」などの体調不良を訴える声もあるが、デトックス効果の現れ、好転反応だと受け取る人もいる。「好転反応」は、医学用語ではなく、健康食品や各種医療法によって体調不良が現れた場合に使われる偽医学用語である。この症状は「健康法が効果を表し、毒素が体内から排泄される過程で起きる一時的な現象」と説明されるが、多くは心理的・肉体的な危険信号である。厚生労働省は、「『好転反応』という健康表現自体が医薬品、医療機器等の品質、有効性及び安全性の確保等に関する法律（薬機法）違反にあたる」「科学的根拠はないので、注意するように」と注意喚起を行っている。

### EM飲料
EM飲料とは、糖蜜や米のとぎ汁などを様々な微生物で発酵させた液体であり、飲むことで体内の放射性物質の排出を促して内部被曝を抑えたり、がんやパーキンソン病などの治療ができると主張されている。飲料の効能は、波動測定器やO-リングテストというオカルト的な方法で測定されており、科学的な根拠はない。EMの概念や構成する微生物は不明瞭であり、飲むことで体調を崩し、好転反応と認識している人が多い。

### ジリージュース

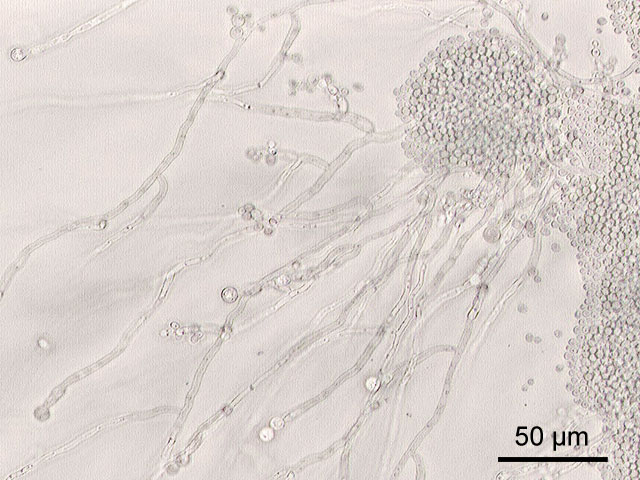
ジリージュースの支持者は、この飲み物が様々な病状の原因であるカンジダを体内から取り除く効果があると誤って主張している

ジリージュースは、酵素（発酵）ドリンクの形をした偽医薬品である。ドリンクにより体内からカンジダ（酵母）を除去することで、がんや自閉症を含む様々な症状を治すことができ、さらには失った手足の再生、老化現象の逆転、同性愛の「治癒」などができると誤って主張されている。しかし、これらの主張は研究によって証明されておらず、アメリカ食品医薬品局(FDA)もこのレシピを認めていない。このドリンクは、水、塩、発酵させたキャベツやケールのみで作られ、下痢を引き起こすことで、カンジダや寄生虫を体外に排出できると主張している（支持者は、この下痢の発作を「滝」と呼ぶ）。ジリージュースは、医学的・科学的背景を持たないJillian Mai Thi Epperlyによって考案された。Epperlyは、体内にカンジダが大量に存在すると、有害な細菌が増殖して腸に穴が開き、食物由来の毒素が血液中に入り込むようになると考え、このプロセスを「リーキーガット症候群」と呼んでいる。コロンビア大学医療センターのDavid Seresは、ジリージュース推進者の主張は「完全に危険なたわごと」であると述べている。Epperlyの信者は「うんこカルト」のメンバーと呼ばれ、2017年には58,000人以上のメンバーで構成されるFacebookグループを形成していた。この治療法は効果がないだけでなく、極度の脱水症状や高ナトリウム血症（食塩中毒）、高血圧など、致命的な副作用を引き起こす可能性がある
。2017年には、1ヶ月間飲んでいた男性が死亡したが、Epperlyは製薬会社が彼の死に関与した可能性を指摘している。2018年、連邦取引委員会（FTC）はEpperlyに対し、科学的裏付けなしに製品の健康効果を宣伝することは法律違反であると警告した。

### 手の常在菌を使った発酵飲料
- 2012年、日経ウーマンオンラインが、手についている常在菌で発酵させる酵素ジュースの作り方を公開し、ネット上の指摘をうけて一部表現が訂正された[13][48]。
- 2015年、消費者庁が、クックパッドに素手でかき混ぜて作る酵素ジュースのレシピを公開したが、批判が集中して削除した[9][13][49][50][51]。レシピでは、「素手でかき混ぜるのは、手に付いた常在菌が発酵を進めるから」と「かき混ぜる」プロセスの重要性を強調していた[13][49][51]。
- 2018年、豆乳を赤ちゃんの手でかき混ぜて放置する「赤子ヨーグルト」が話題になった[16]。これは、赤ちゃんの手の乳酸菌で発酵するというものだが、皮膚に乳酸菌はほぼおらず、雑菌が繁殖したり、赤ちゃんの手に傷があると赤ちゃんが食品アレルギーを発症する可能性もある[16]。
- 2023年4月、テレビ番組で静岡県沼津市のホテルが、デトックス効果が得られるとして、手の常在菌を使ってかき混ぜた酵素（発酵）ドリンクを提供していると紹介し、SNSで「デトックスではなく食中毒なのでは」など衛生面が話題になった[52][53]。これを受けてホテルは自家製発酵ドリンクの提供をやめて、ホームページで謝罪した[52]。